# Distribuzione di Spearman
In teoria della probabilità la distribuzione di Spearman è la distribuzione di probabilità discreta, utilizzata nell'ambito della statistica non parametrica, della variabile casuale {\displaystyle R_{S}} (coefficiente di correlazione per ranghi di Spearman) per verificare l'ipotesi nulla che non vi è correlazione tra due variabili quantitative o qualitative ordinali. Fu ideata da Charles Spearman nel 1904.

## Costruzione delle probabilità esatte
Può essere costruita costruendo tutti i casi in cui la prima variabile già ordinata (pertanto ha i ranghi ri=i) e la seconda assuma uno dei possibili ordini.
Per ciascuno dei casi viene calcolato il valore ρs e si costruisce la tabella delle probabilità di ciascuno dei valori possibili.

## Esempio con N=4

### Le 24 possibili osservazioni
Nel caso di N=4 osservazioni, assumendo che per la prima variabile vale sempre ri=i, si possono calcolare i vari ρs
```
 ΣD² ρ
1 2 3 4 0 1
1 2 4 3 2 0,8
1 3 2 4 2 0,8
1 3 4 2 6 0,4
1 4 2 3 6 0,4
1 4 3 2 8 0,2
2 1 3 4 2 0,8
2 1 4 3 4 0,6
2 3 1 4 6 0,4
2 3 4 1  12 -0,2
2 4 1 3  10 0
2 4 3 1  14 -0,4
3 1 2 4 6 0,4
3 1 4 2  10 0
3 2 1 4 8 0,2
3 2 4 1  14 -0,4
3 4 1 2  16 -0,6
3 4 2 1  18 -0,8
4 1 2 3  12 -0,2
4 1 3 2  14 -0,4
4 2 1 3  14 -0,4
4 2 3 1  18 -0,8
4 3 1 2  18 -0,8
4 3 2 1  20 -1
```

### Distribuzione delle probabilità per il test a una coda
I ρ risultano così distribuiti
```
ρ  n  %
-1  1 4,17
-0,8 3  12,50
-0,6 1 4,17
-0,4 4  16,67
-0,2 2 8,33
0  2 8,33
0,2 2 8,33
0,4 4  16,67
0,6 1 4,17
0,8 3  12,50
1  1 4,17
```

### Distribuzione delle probabilità per il test a due code
Nel caso si volesse fare il test ad una sola coda, si calcolano le probabilità effettuando prima i valori assoluti di ρ
```
|ρ| n  %
0  2 8,33
0,2 4  16,67
0,4 8  33,33
0,6 2 8,33
0,8 6  25,00
1  2 8,33
```

## Approssimazioni per N grandi
Per N grandi, la trasformazione
{\displaystyle t={\frac {\rho _{s}}{\sqrt {(1-\rho _{s}^{2})/(n-2)}}}}
è distribuita approssimativamente come una variabile casuale t di Student con N-2 gradi di libertà
e
{\displaystyle z=\rho _{s}{\sqrt {N-1}}}
è distribuita approssimativamente come una variabile casuale normale